# خالد محمودي
خالد محمودي (مواليد 23 أبريل 1993، لاعب كرة قدم قطري يجيد اللعب في مركز الجناح الأيسر و الظهير الأيسر مع نادي قطر في دوري نجوم قطر .
مثل منتخب قطر الأولمبي في عام 2013 .

## روابط خارجية
- خالد محمودي على موقع Soccerway.com (الإنجليزية)